# Палац Бланка
Пала́ц Бла́нка (пол. Pałac Blanka) — палац збудований у стилі класицизм, знаходиться на вулиці Сенаторській 14 у Варшаві, Польща.

## Історія
Палац будувався в 1762-1764 роках за проектом Шимона Богуміла Цуга для Філіпа Нереуса Шанявського. У 1777 році власником палацу став варшавський банкір французького походження Пйотр Бланк, який трансформував та розширив інтер'єр, а також зовнішній фасад у стилі класицизму та додав вхідні ворота. До палацу по суботах запрошували короля Станіслава Августа Понятовського.
Палац був власністю Бланка до його смерті в 1797 році. Пізніше він перетворився на багатоквартирний будинок, в якому розташовувалися квартири і магазини. У 1896 році його було куплено магістратом для офісних цілей. З 1915 року в будівлі розміщена Громадянська гвардія, а з 1919 року - Державна поліція міста Варшава. У міжвоєнний період Палац Бланка був представницьким корпусом мера міста Стефана Старіньського. Так було до 1939 року.

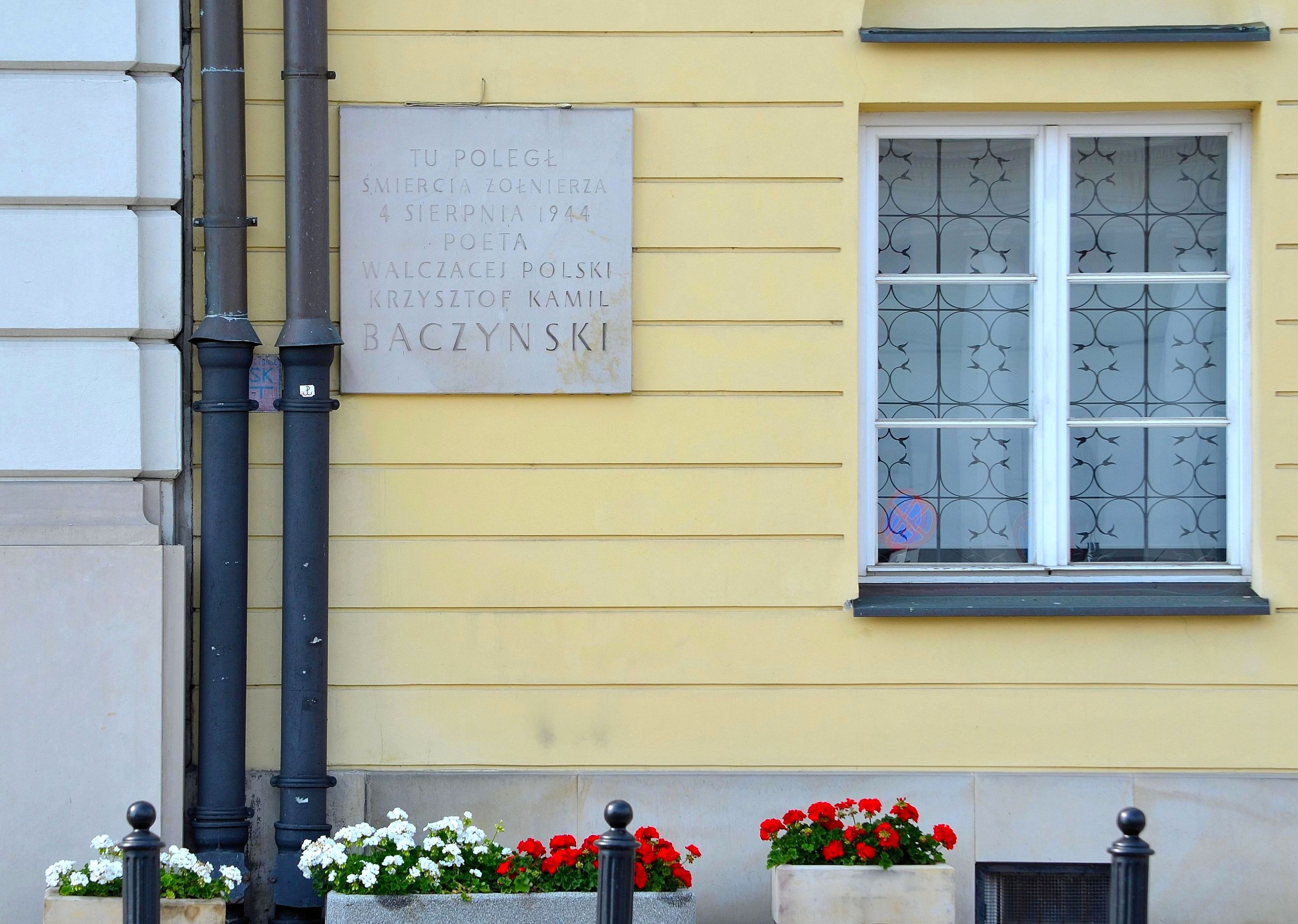
Меморіальна дошка Кшиштофа Каміля Бачинського на передній стіні палацу

4 серпня 1944 року під час оборони будівлі під час варшавського повстання померає поет і солдат Армії Крайової Кшиштоф Каміль Бачинський. Він був застрілений німецьким снайпером. Кшиштофу зробили меморіальну дошку, вбудовану в 1950-ті роки у передню стінку палацу. У головному залі палацу на постаменті є бюст Бачиньського та його меморіальна дошка.
Палац Бланка був перебудований у 1947-1949 роках. В даний час у Палаці розміщено Міністерство спорту та туризму Польщі.